# Эверсмер
Эверсмер (нем. Eversmeer) — община в Германии, в земле Нижняя Саксония.
Входит в состав района Виттмунд. Подчиняется управлению Хольтрим. Население составляет 874 человека (на 31 декабря 2010 года). Занимает площадь 11,56 км².
| Год  | Население |
| ---- | --------- |
| 1990 | 772       |
| 1995 | 825       |
| 2000 | 836       |
| 2005 | 898       |
| 2010 | 885       |